# Мраморно море
Мраморно море (тур. Marmara Denizi, грч. Θάλασσα του Μαρμαρά) или Προποντίδα, (Пропонтида), континентално је море које је повезано са Црним и Егејским морем, тако раздвајајући Азију од Европе.
Босфор повезује ово море са Црним морем, док га Дарданели вежу са Егејским морем. Истанбул је смештен на северном делу Мраморног мора. Површина мраморног мора износи 11.350 km². Дужина мора од најсевероисточније до најјугозападније тачке је 280 km, а највећа ширина му износи близу 80 km. Средња дубина мора је око 494 m, док се најдубља тачка налази у центру мора ои износи 1.355 m. Море се не леди; зими температура воде на површини је 9 °C, а лети до 29 °C.
Мраморно море нема битнијих притока. Просечан салинитет воде износи 22 промила, а највећи је код Дарданела. 
У овом мору се налазе две групе острва познатих под именом Принчевска острва и Мраморна острва. По овим другим цело море је добило име јер се на тим острвима налазе богата налазишта мрамора (мермера). Сем мермера на овим острвима има и гранита. Принчевска острва се налазе у североисточном делу мора близу Истанбула и на њима је доста развијен туризам. Мраморна острва се налазе у југозападном делу мора.
 Флора и фауна Мраморног мора сродна је флори и фауни Средоземног мора. У мраморном мору је развијен риболов. Кроз Мраморно море пролазе важни пловни путеви који повезују Црно море и Средоземно море.
Сматра се да је Мраморно море настало пре око 2,5 милиона година када је дошло до великих потреса у земљиној кори.
Пропонтис (Προποντίς, -ίδος < про 'прије' + понтос, „Црно море") је стари грчки назив за ово море.
У 19. веку једно од првих систематичких истраживања Мраморног мора извршили су руски научници С. О. Макаров и И. Б. Шпиндлер.

## Име
Мраморно море је добило име по највећем острву на његовој јужној страни, које се зове Мраморно острво, јер је богато мермером (грчки μάρμᾰρον (mármaron) „мермер“).

## Митологија
У грчкој митологији, олуја на Пропонтиди вратила је Аргонауте на острво које су напустили, што је изазвало битку у којој су или Јасон или Херакле убили краља Кизика, који их је мислио да су они његови пеласгијски непријатеље Пелазге.

## Географија и хидрологија
Површински салинитет Мармара у просеку износи око 22 промила, што је нешто више од салинитета Црног мора, али само око две трећине од већине океана. Вода је много сланија на дну мора, са просјечним салинитетом од око 38 промила, слично као у Средоземном мору. Ова слана вода велике густине не мигрира на површину као што је случај са Црним морем. Вода из река Сусурлук, Бига (Граникус) и Гонен такође смањује салинитет мора, али са мањим ефектом него на Црном мору. Са мало земље у Тракији која се дренира ка југу, скоро све ове реке теку из Анадолије.
Јужна обала мора је јако разуђена и обухвата Измитски залив (тур. İzmit Körfezi), Гемлички залив (тур. Gemlik Körfezi), Бандирмски залив (тур. Bandırma Körfezi) и залив Ердек (тур. Erdek Körfezi).

### Острва
У Мраморном мору постоје две главне групе острва. На северу се налазе Принчевска острва, архипелаг који се састоји од насељених острва Киналијада, Бургазада, Хејбелијада, Бујујада и Седеф Адаси и неколико ненасељених острва укључујући Сивријаду, Јасијаду, Кашикадаси и Тавшанадаси. Насељена острва су лако доступна трајектом са европских и азијских обала Истанбула, а цео архипелаг је део конурбације.
На југу се налазе Мраморна острва, архипелаг који се састоји од истоименог острва Мармара и још три насељена острва – Авша, Пашалимани и Екинлик – као и од седамнаест углавном ненасељених острва укључујући затворско острво Имрали чији је најпознатији затвореник од 1999, био је лидер ПКК Абдула Оџалан. Ова острва леже у оквиру провинције Баликесир и најлакше су доступна из Текирдага у Тракији или Ердека на јужној обали Мраморног мора. Током лета, додатни трајекти путују до острва Авша и Мраморних острва из центра Истанбула како би се олакшала растућа туристичка трговина.
Такође постоји неколико појединачних острва на другим местима у Мраморном мору, као што је Коч Адаши, код Тузле, које је у приватном власништву породице индустријалаца Коч.

## Проблеми са којима се суочава Мраморно море
Северноанадолски расед пролази испод мора и изазвао је неколико великих земљотреса, попут оних у Измиту и Дузцеу у августу и новембру 1999. године. Земљотрес у августу 1999. се обично назива Мраморним земљотресом јер је његов епицентар лежао испод мора, а већина места која су најтеже погођена земљотресом и цунамијем који је уследио лежала је дуж његових обала.
Током олује 29. децембра 1999. руски нафтни танкер Волгоњефт се разбио на два дела у Мраморном мору, просувши више од 1.500 тона нафте у воду.
Године 2021, обале Мраморног мора су биле унакажене услед слузи – назване „морске слине“ – узроковане, барем делом, бацањем необрађеног отпада у воду.

## Extent
The International Hydrographic Organization defines the limits of the Sea of Marmara as follows:
On the West. The Dardanelles limit of the Aegean Sea [A line joining Kum Kale (26°11'E) and Cape Helles].
On the Northeast. A line joining Cape Rumili with Cape Anatoli (41°13′N).

## Галерија
- Боспор са Истанбулом у позадини
- Поглед на Мраморно море из Истанбула
- Мраморно море на прилазу Јасиди.[16]